# Doom (videojuego de 2016)
Doom es un videojuego de acción de disparos en primera persona desarrollado por id Software y publicado por Bethesda Softworks. Es el cuarto título de la serie principal y la primera gran entrega desde Doom 3 en 2004. Se lanzó en todo el mundo en Microsoft Windows, PlayStation 4 y Xbox One el 13 de mayo de 2016 y funciona con la tecnología de id Tech 6. La versión para Nintendo Switch, desarrollado conjuntamente con Panic Button, fue lanzada el 10 de noviembre de 2017.
Los jugadores toman el papel de un marine espacial sin nombre mientras lucha contra las fuerzas demoníacas del infierno que han sido desatadas por la Unión Aerospace Corporation en un planeta colonizado en el futuro, Marte. La jugabilidad vuelve a un ritmo más rápido con más niveles abiertos, más cerca de los primeros dos juegos que el enfoque más lento de terror de supervivencia de Doom 3. También cuenta con recorrido de entorno, mejoras de personaje y la capacidad de realizar ejecuciones conocidas como "muertes gloriosas". El juego también es compatible con un componente multijugador en línea y un editor de niveles conocido como "SnapMap", desarrollado conjuntamente con Certain Affinity y Escalation Studios, respectivamente.
Doom fue bien recibido por los críticos y los jugadores. La campaña para un jugador, los gráficos, la banda sonora y la jugabilidad recibieron elogios considerables, mientras que el modo multijugador recibió críticas significativas. Fue el segundo videojuego más vendido en Norteamérica y el Reino Unido en la semana de su lanzamiento y vendió más de 500.000 copias para PC a finales de mayo de 2016. En marzo de 2020 se lanzó una secuela, Doom Eternal, y en 2025 se lanzó una precuela, Doom: The Dark Ages.

## Desarrollo
El juego fue anunciado extraoficialmente por John Carmack, director de id Software, durante QuakeCon 2007. El anuncio oficial del juego fue realizado por el CEO de id Software, Todd Hollenshead, el 7 de mayo de 2008. Aunque inicialmente se había anunciado que se publicarían más detalles del juego en el QuakeCon 2010, esto no sucedió y un año después surgieron rumores de que el juego había sido cancelado o postergado en forma indefinida. No obstante, estos rumores resultaron ser falsos y fueron desmentidos poco después y en forma categórica por Peter Hines de Bethesda, indicando, que el juego estaría terminado "cuando esté terminado". Luego del lanzamiento de Rage en 2011, id Software anunció en agosto de 2012 que cerrarían su división de juegos para plataformas móviles para enfocarse completamente en el desarrollo de Doom 4, volviendo a confirmar que el desarrollo del juego seguía en pie. Siguiendo con la línea de Hines, Carmack también dijo que aun no tenían fecha de lanzamiento para el juego y se disculpó por los problemas de Rage, en particular en la versión para PC, indicando que la empresa había aprendido de ellos y no se repetirían en Doom 4.´El 19 de febrero de 2014 Bethesda Softworks anunció que con la reserva de Wolfenstein: The New Order, los jugadores tendrán acceso a la Beta de DOOM 4.  El 18 de mayo de 2015, una teaser tráiler fue lanzado para promover el juego que se muestra en el E3 2015 el 14 de junio de 2015; en el tráiler se puede observar la escopeta de dos cañones, y el Revenant, un monstruo que regresa al juego. En la conferencia de Bethesda en el E3 de 2015, se mostró un tráiler y un video del juego en sí en modo un jugador y modo multijugador siendo jugado en la Xbox One. También se confirmó que el juego tendría soporte para mods y sería lanzado en 2016.
Doom usa el motor gráfico id Tech 6, y el escritor encargado de la historia es el autor británico Graham Joyce.
Meses después del lanzamiento del videojuego, Zen Studios desarrolló una versión pinball de Doom como parte de la colección Bethesda Pinball, que también estuvo disponible como parte de Zen Pinball 2, Pinball FX 2 y Pinball FX 3, así como una aplicación gratuita por separado para dispositivos móviles iOS y Android. En el E3 2017, Bethesda anunció Doom VFR, una adaptación de realidad virtual de Doom, compatible con los dispositivos PlayStation VR y HTC Vive. En Doom VFR, el jugador asume el papel del último superviviente de Marte que, después de ser asesinado, carga su conciencia en una red artificial, y tiene la tarea de derrotar a los demonios y restaurar las operaciones de la instalación, con una variedad de dispositivos electrónicos y armas en su disposición. El videojuego fue lanzado el 1 de diciembre de 2017.

## Sipnosis
El juego está ambientado en el planeta Marte, en una instalación de la UAC siendo invadida por las fuerzas del infierno. Los demonios se han construido a través de experimentos corruptos de la UAC.

### Argumento
En un momento indeterminado, Pierce abre el portal para los demonios, quienes invaden las instalaciones y matan a casi todo su personal. Para repelerlos, Hayden despierta a Slayer, quien recupera su armadura e inicialmente ignora las súplicas de Hayden. Al negarle información a menos que acepte ayudar a Hayden, Slayer accede y comienza a ser guiada por VEGA. Después de limpiar el núcleo de la instalación y evitar una fusión en su fundición, Slayer persigue a Pierce hasta la torre, destruyendo en el camino infraestructura crítica para el refinamiento de la energía Argent a pesar de las protestas de Hayden. En la cima de la torre, Pierce abre una grieta explosiva hacia el Infierno usando un dispositivo llamado acumulador Argent, destruyendo la Torre y enviando a Slayer de regreso al Infierno.
En el infierno, Slayer lucha para llegar a la tumba en la que fue encarcelado y a un teletransportador que lo lleva de regreso a Marte. Slayer se dirige a la oficina de Hayden, donde Hayden instala un dispositivo de teletransportación en el traje de pretor para una teletransportación más confiable. Hayden también le cuenta Slayer sobre la Piedra Helix, un artefacto utilizado para estudiar y aprovechar la energía Argent que se encuentra en la oficina de Pierce en los Laboratorios Lazarus. Al ingresar a los Laboratorios Lázaro, Slayer observa la Piedra Helix y se entera del Pozo, donde se alimenta el portal, y del Crisol, una espada mágica. Para llegar al Pozo, hace otra excursión al Infierno con el acumulador Argent dentro del Ciberdemonio, un demonio enorme y modificado cibernéticamente. Después de matar al Ciberdemonio, Slayer lucha a través de un laberinto y dos demonios más poderosos para recuperar el Crisol.
Hayden teletransporta a Slayer a una instalación en el norte helado de Marte que alberga el núcleo de VEGA, que planea usar para provocar una explosión lo suficientemente poderosa como para enviar a Slayer al Pozo. Slayer provoca la fusión del núcleo, pero hace una copia de seguridad de VEGA antes de la explosión. Al entrar al Pozo, el Slayer usa el Crisol para destruir la fuente de energía del portal y se enfrenta a Pierce, quien es traicionado y transformado por los demonios en Mente Maestra Araña. Tras matar a la Mente Maestra Araña, Hayden teletransporta a Slayer de vuelta a Marte y le dice que ha ganado y ha detenido la invasión. Hayden confisca el Crisol para continuar su investigación sobre la energía Argent. Para evitar que Slayer interfiera en sus planes, Hayden lo teletransporta a un lugar no revelado.

## Juego
Doom será, al igual que los juegos que lo precedieron, un videojuego de disparos en primera persona. No obstante, id Software ha declarado que no se tratará de una secuela directa de Doom 3, aunque tampoco será un reinicio de la serie como lo fue Doom 3, y que «será un poco diferente a ambas». Otro aspecto que los desarrolladores han destacado ha sido que la nueva edición de Doom tendrá un enfoque más de acción y menos de terror, eliminando los lugares muy oscuros, que fueron comunes en Doom 3. además cuenta con el modo brutal en el cual podrás aniquilar a los demonios que se te crucen en tu camino tal como en el tráiler de E3.

## Requisitos del Juego en PC

### Mínimos
- SO: Windows 7/8.1/10 (versiones de 64 bits)
- Procesador: Intel Core i5-2400/AMD FX-8320 o superior
- Memoria: 8 GB de RAM
- Gráficos: NVIDIA GTX 670 de 2 GB/AMD Radeon HD 7870 de 2 GB o superior
- Almacenamiento: 55 GB de espacio disponible
- Notas adicionales: Requiere realizar una activación en Steam y necesita una conexión a Internet de banda ancha para el multijugador y SnapMap.

### Recomendados
- SO: Windows 7/8.1/10 (versiones de 64 bits)
- Procesador: Intel Core i7-3770/AMD FX-8350 o superior
- Memoria: 8 GB de RAM
- Gráficos: NVIDIA GTX 970 de 4 GB/AMD Radeon R9 290 de 4 GB o superior
- Almacenamiento: 55 GB de espacio disponible
- Notas adicionales: Requiere realizar una activación en Steam y necesita una conexión a Internet de banda ancha para el multijugador y SnapMap.[23]

| Predecesor: Resurrection of Evil | Doom | Sucesor: Doom Eternal |

## Recepción
|          | Metacritic | Gamerankings | Meristation | IGN |
| -------- | ---------- | ------------ | ----------- | --- |
| PC       | 85/100     | 85.77%       | 9,5         | 7.1 |
| PS4      | 85/100     | 85.82%       | 9           | n/a |
| Xbox One | 87/100     | 87.92%       | 9           | n/a |

- En IMDb el juego tiene un 9,3 de 10[34]
- En Steam tiene una puntuación de 92%[35]

### Premios
El videojuego recibió el premio al mejor juego de acción y mejor música y diseño de sonido en los Game Awards 2016. El juego en general recibió buenas críticas, especialmente porque respetaba el estilo de los Doom originales al contrario de su juego predecesor, Doom 3.
| Año  | Categoría                     | Premios         | Resultado |
| ---- | ----------------------------- | --------------- | --------- |
| 2016 | Mejor juego de acción         | The Game Awards | Ganador   |
| 2016 | Mejor música/Diseño de sonido | The Game Awards | Ganador   |
| 2016 | Mejor Juego del Año           | The Game Awards | Nominado  |